# Pekanbaru
Pekanbaru ("le nouveau marché" en langue malaise), sur l'île de Sumatra en Indonésie, située au centre de la province de Riau dont elle est la capitale.
Cité quasi inexistante dans les années 1960, Pekanbaru compte en 2005 plus de 600 000 habitants sur un territoire de 446,50km². Située non loin de champs pétrolifères, dont le géant Minas exploité par Caltex, qui produit encore la moitié du brut indonésien, c'est au pétrole que la ville doit sa richesse et cette affluence démographique.
Pekanbaru a le statut de kota (ville) et est dirigée par un maire (walikota) désormais élu au suffrage universel. À ce titre, la ville possède aussi un parlement local (DPRD).

## Démographie

### Groupes ethniques
Pekanbaru est la troisième ville la plus peuplée de Sumatra, après Medan et Palembang, avec 950.571 habitants enregistrés en septembre 2013. La ville est fortement urbanisée et attire la population de la province de Sumatra ouest, et essentiellement de l'ethnie Minangkabau, qui ont fait doubler la population de la ville entre 1943 et 1961. Les Malais de Riau forment le deuxième groupe ethnique de la ville, à savoir 26%. Viennent enfin les Javanais, les Bataks et les Tionghoas.

### Religions
L'islam est la religion majoritaire de la ville, suivie par le christianisme (Catholicisme et protestantisme), le bouddhisme, l'hindouisme et le confucianisme. Chaque religion est représentée par d'importants lieux de cultes, tels que La Grande Mosquée d'An-Nur (Mesjid Agung An-nur) et la Mesjid Raya Pekanbaru pour la communauté musulmane, Gereja Santa Maria A Fatima Pekanbaru et l'église HKBP ou Gereja Huria Kristen Batak Protestan Pekanbaru pour la communauté chrétienne, Vihara Dharma Loka et Vihara Sasana Loka pour les bouddhistes et les confucianistes, et Pura Agung Jagatnatha pour les hindouistes de Pekanbaru.

### Langues
L'Indonésien est la langue officielle à Pekanbaru. Mais ses habitants parlent essentiellement la langue Minangkabau au quotidien. Compte tenu de la nature multi-ethnique de la ville, il s'y parle également le malais, le javanais, et le Hokkien pour la communauté Chinoise.

## Personnalités liées à Pekanbaru
- Deslenda, née en 1963 à Pekanbaru, chorégraphe.

## Transport

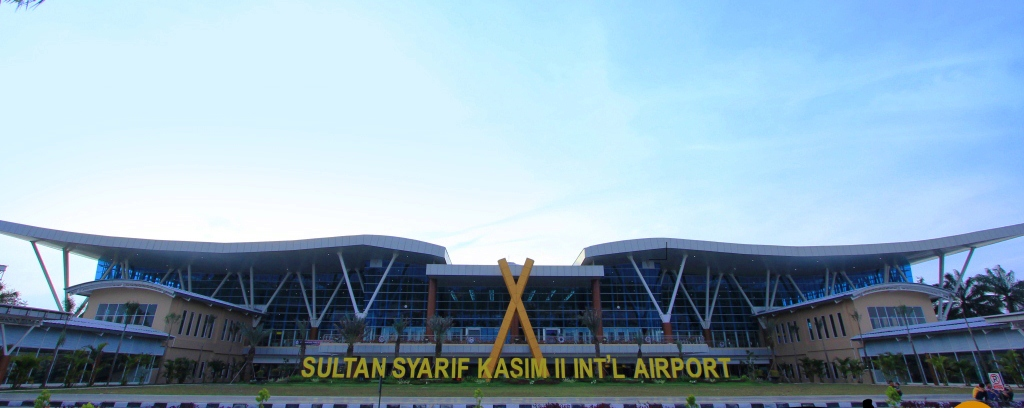
L'aéroport Sultan Syarif Qasim II

On accède à Pekanbaru par le fleuve Siak depuis Singapour via l'île de Bintan, ou par la route depuis le port de Dumai situé à 188 km au Nord (en provenance de Malacca en Malaisie).

## Géographie

### Climat
| Mois                              | jan. | fév. | mars | avril | mai  | juin | jui. | août | sep. | oct. | nov. | déc. | année |
| --------------------------------- | ---- | ---- | ---- | ----- | ---- | ---- | ---- | ---- | ---- | ---- | ---- | ---- | ----- |
| Température minimale moyenne (°C) | 22,5 | 22,5 | 22,6 | 22,9  | 23,1 | 22,9 | 22,5 | 22,5 | 22,4 | 22,7 | 22,6 | 22,6 | 22,7  |
| Température moyenne (°C)          | 27,1 | 27,5 | 27,8 | 28,2  | 28,3 | 28,1 | 27,8 | 27,7 | 27,6 | 27,8 | 27,5 | 27,2 | 27,7  |
| Température maximale moyenne (°C) | 31,7 | 32,4 | 33   | 33,4  | 33,4 | 33,3 | 33   | 32,9 | 32,7 | 32,8 | 32,4 | 31,7 | 32,7  |

L'aéroport international Sultan Syarif Qasim II relie la ville avec le reste de l'Indonésie mais également avec la Malaisie, et est la base de la compagnie Riau Airlines créée par la province de Riau. Cette compagnie dessert :
- En Indonésie: Batam, Bengkulu, Dumai, Jakarta, Jambi, Medan, Natuna, Padang, Palembang, Pangkal Pinang, Pekanbaru, Tanjung Karang, Tanjung Pinang
- À l'étranger : Johor Bahru, Kuala Lumpur et Penang en Malaisie, Singapour

## Sports
Le PSPS Pekanbaru est le club de football de la ville, évoluant à l'Indonesia Super League depuis les années 2000. Le Stade Kaharudin Nasution Sport Center Rumbai est le stade du club.
En 2012, les Qualifications pour l'Asian Cup AFC U-22 2013, les Pekan Olahraga Nasional 2012 (Jeux Nationaux Indonésiens) et lesPekan Paralympicc Nasional 2012 furent organisés dans la province de Riau. Ainsi, de nombreux équipements sportifs ont été construits à Pekanbaru, tels que le Grand Stade de Riau.

## Jumelages
- Malacca (Malaisie)
- Kota Bharu (Malaisie)
- Zamboanga (Philippines)
- Davao (Philippines)
- Phuket (Thaïlande)
- Chongqing (Chine)
- Liuzhou (Chine)
- Québec (Québec)
- Suwon (Corée du Sud)
- Daegu (Corée du Sud)
- Fukushima (Japon)
- San José (Californie)
- Utrecht (Pays-Bas)
- Atlanta (États-Unis)
- Tokyo (Japon)
- Da Nang (Viêt Nam)
- Batam (Indonésie)
- Cirebon (Indonésie)
- Bandung (Indonésie)
- Bandar Lampung (Indonésie)
- Djeddah (Arabie saoudite)

## Galerie

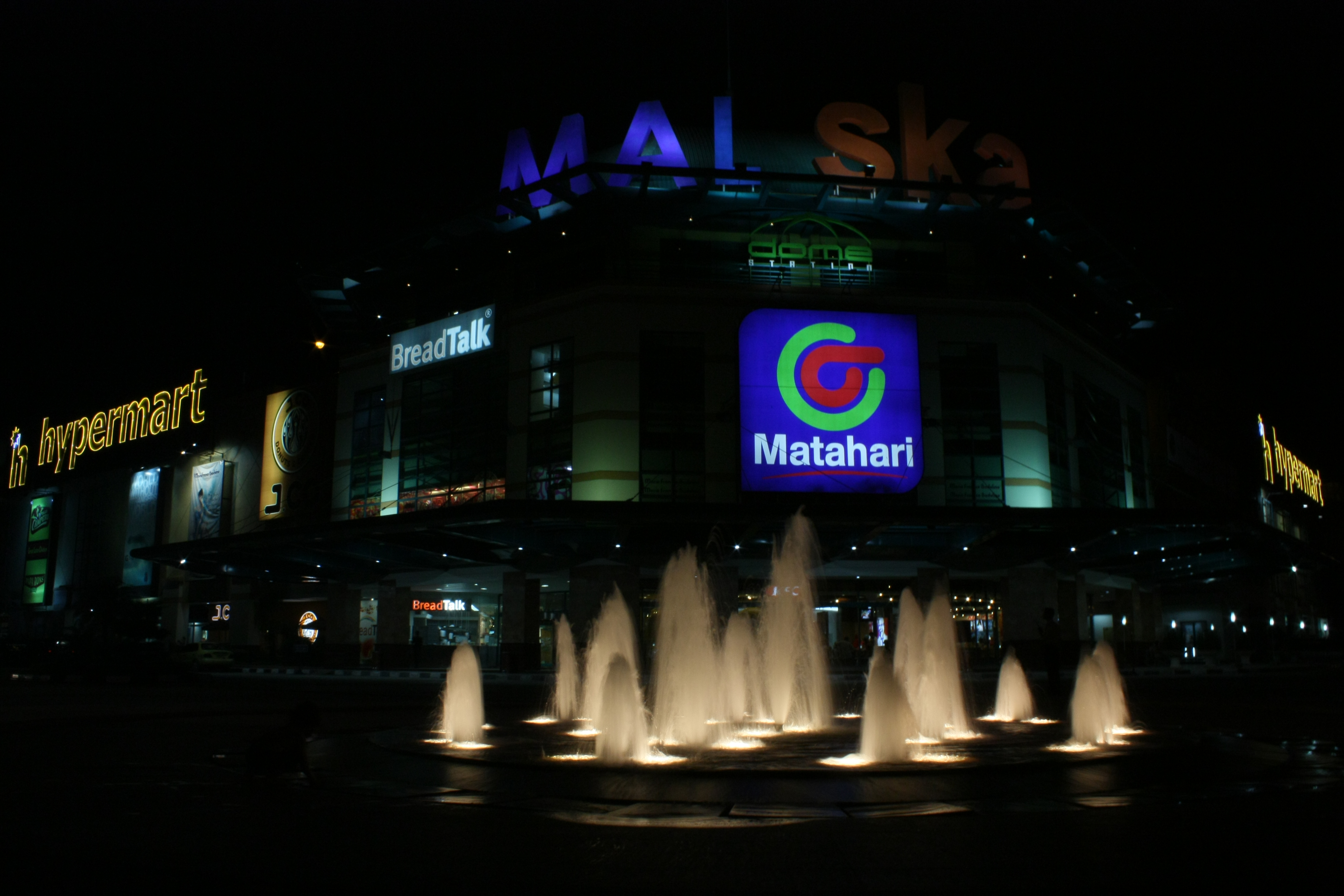
SKA Mall, un des grands magasins de Pekanbaru
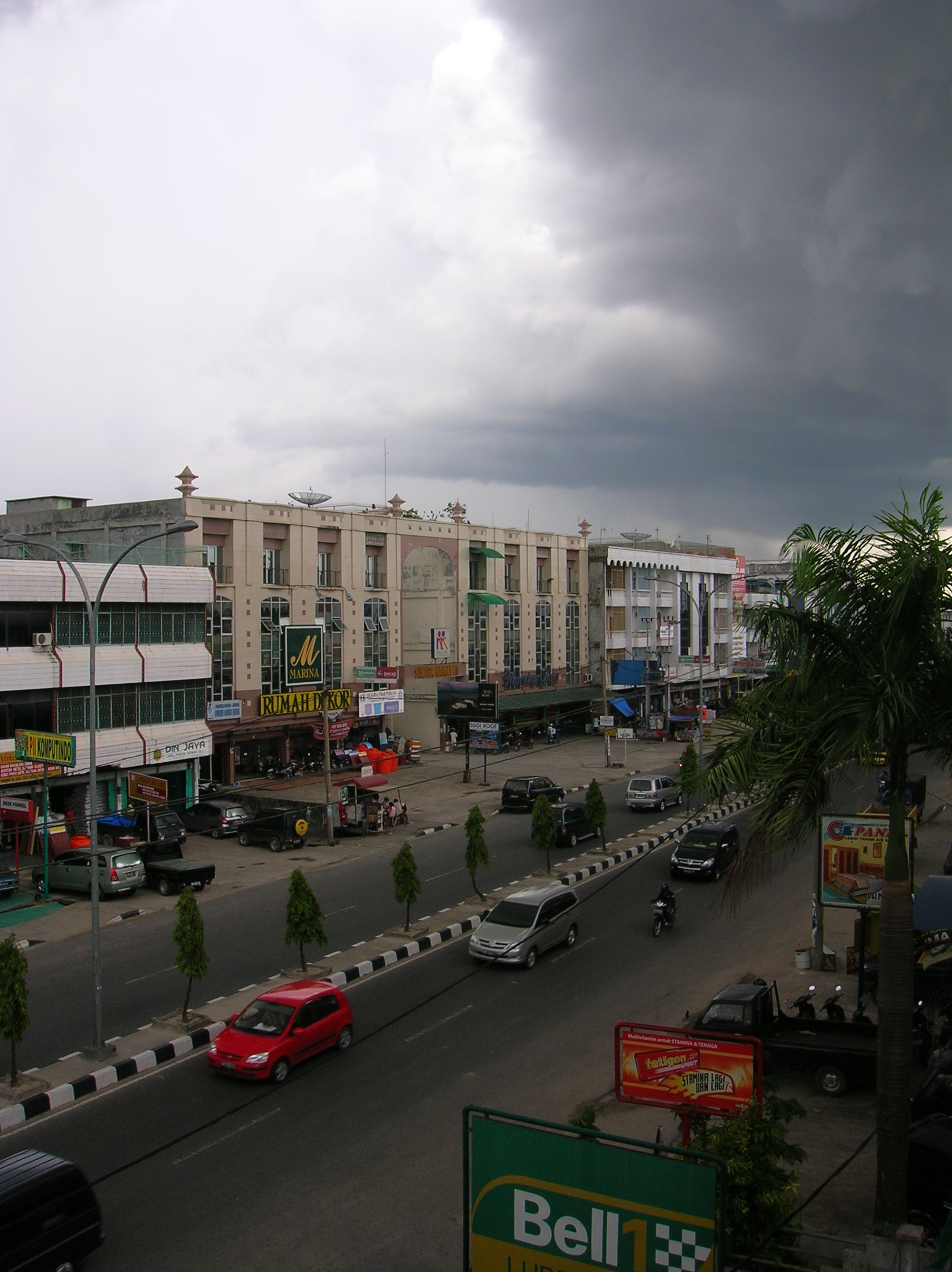
Rue Tuanku Tambusai
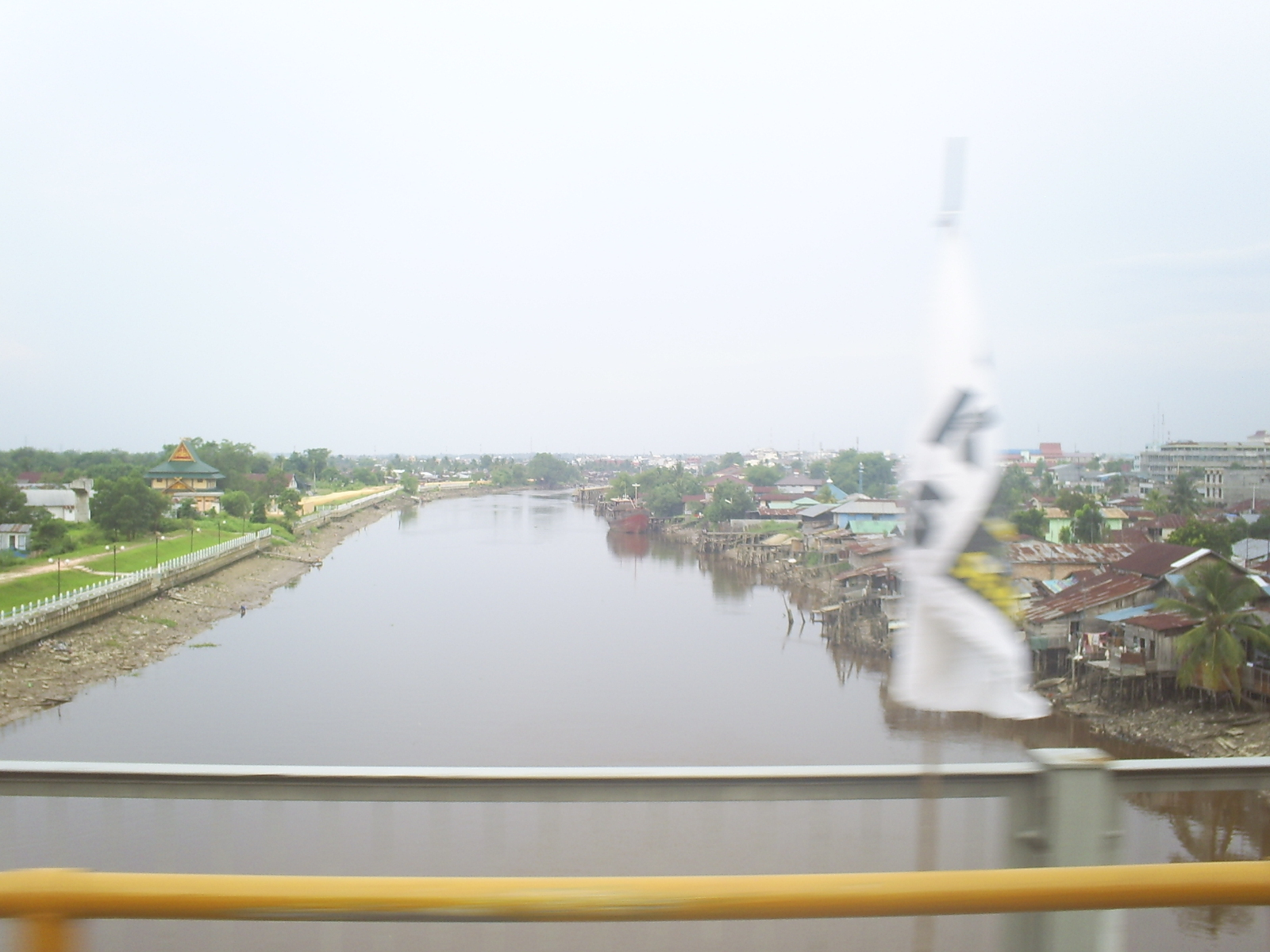
Le fleuve Siak à Pekanbaru